# Tino Schmidt
Tino Schmidt (* 2. Oktober 1993 in Bad Lauterberg im Harz) ist ein deutscher Fußballspieler.

## Leben

### Karriere
Tino Schmidt begann seine Karriere im Harz mit dem VfL 28 Ellrich. Nach vier Jahren für den VfL 28 Ellrich wechselte er in die C-Jugend des FC Carl Zeiss Jena. Am 3. Januar 2012 wurde Schmidt aus der A-Jugend des FC Carl Zeiss in das Profiteam befördert. Am 21. Januar wurde er im Spiel gegen den 1. FC Saarbrücken in der 68. Minute eingewechselt und feierte damit sein Debüt in der 3. Liga. Nach 96 Spielen für die erste Mannschaft wurde Schmidt im Mai 2015 beim FC Carl Zeiss Jena verabschiedet. Er wechselte zusammen mit Marius Grösch in die U-23 des 1. FC Kaiserslautern. Nach 15 Spielen für Kaiserslautern II, feierte er am 8. November 2015, sein Profi-Debüt in der 2. Fußball-Bundesliga für den 1. FC Kaiserslautern gegen den RB Leipzig.
Zur Saison 2017/18 wechselte er in die Regionalliga Nordost zum SV Babelsberg 03, wo ihm bei 33 Einsätzen elf Treffer gelangen. Zur Saison 2018/19 schloss er sich dem Drittligisten Sportfreunde Lotte an, wo er einen Vertrag bis 2019 erhielt. Nachdem der Vertrag in Lotte ausgelaufen war, wechselte er zum FC Viktoria 1889 Berlin in die Regionalliga Nordost. Im Sommer 2020 verließ er Viktoria Berlin und kehrte nach zwei Jahren zum SV Babelsberg 03 zurück. Dort musste er ab 2023 lange Zeit verletzungsbedingt pausieren und lief erst wieder im April 2024 für die Potsdamer auf. 
Zur Saison 2024/25 wechselte er liga-intern zum ZFC Meuselwitz, wo er 23 Ligaspiele bestritt, und kehrte zur Saison 2025/26 wieder zurück nach Babelsberg.

### Privates
Neben seiner Karriere besuchte er das Sportgymnasium Jena.